# Mediapro
Mediapro è un gruppo audiovisivo spagnolo di Barcellona fondato nel 1994. Dal 2006 fa parte, insieme al Gruppo Globomedia, di Imagina Media Audiovisual, la più grande società di produzione audiovisiva in Spagna.

## Attività

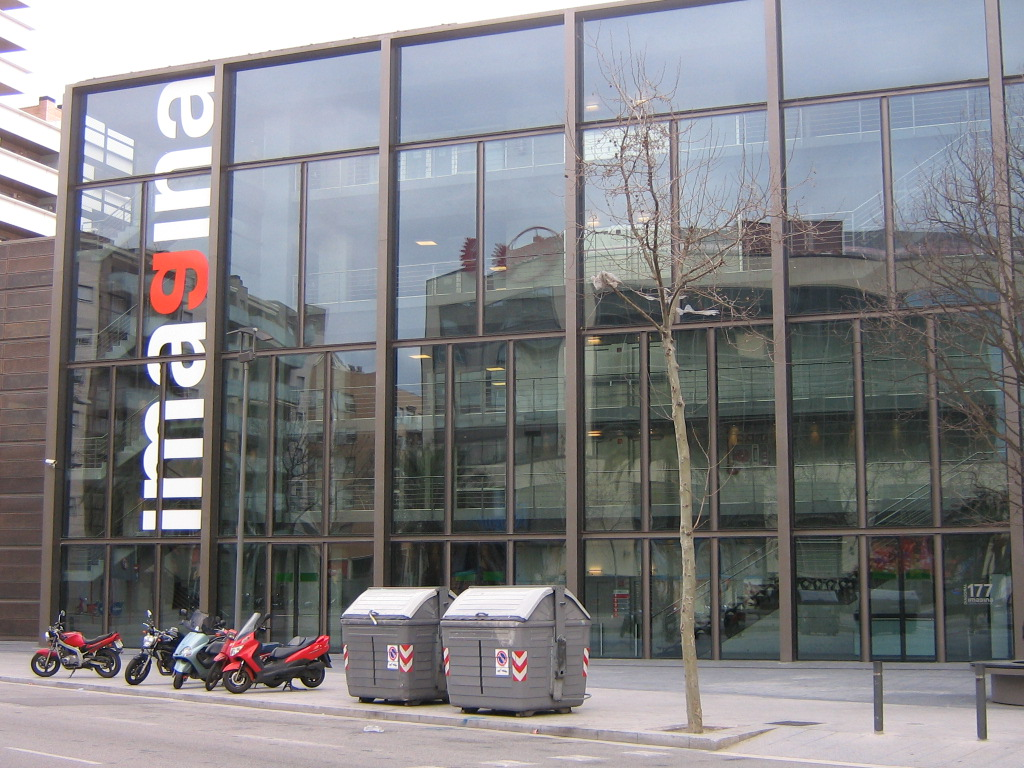
Centro Audiovisivo, sede di Imagina nel Distrito 22@, nel quartiere Poblenou di Barcelona.

La compagnia è impegnata nella produzione televisiva e di film, oltre che nei media (Público e beIN Sports).
La compagnia gestisce i diritti di marketing e mediatici di eventi sportivi internazionali, federazioni sportive e fornisce anche servizi come pubblicità, sponsorizzazioni e ospitalità.

### Produzioni televisive
Una delle attività principali del Gruppo è la produzione di contenuti televisivi di tutti i generi: notizie, riviste quotidiane, documentari, relazioni, programmi di intrattenimento e serie di fiction.
Produce contenuti per tutte le emittenti nazionali (TVE, Antena3, laSexta, Telecinco, Cuatro), canali regionalistici  (TV3, Canal Sur, Aragón TV, ETB) canali digitali  (Real Madrid TV, DKISS, Gol, Paramount Channel) e per pay tv (Movistar Plus+, Fox, Bein Sports).

### Canali televisivi
Nel 2006, Imagina Media Audiovisual ha creato La Sexta, che nell'ottobre 2012 è stata rilevata da Atresmedia Corporación in cambio del 4% delle azioni di Atresmedia Corporación.
Nel settembre 2008 lancia il suo canale dedicato al calcio, Gol Television, che nell'agosto del 2009 avrebbe iniziato le sue emissioni in test attraverso il TDT per essere nel settembre 2009 il primo canale di pagamento TDT. Gol Television ha cessato le sue trasmissioni il 30 giugno 2015.
Nel maggio 2014 Mediapro acquista TotalChannel, che integrato in Mediapro come un nuovo concetto televisivo multipiattaforma per accedere ai principali canali televisivi attraverso diversi dispositivi. I clienti di TotalChannel possono accedere a partite di calcio, serie, film e giochi per famiglie su FOX, FOX Life, AXN, Nickeoldeon, TCM, TNT, Paramount Comedy, History Channel e National Geographic.
A luglio 2015 ha lanciato il canale beIN Sports, di proprietà del 50% dei qatarioti di beIN Sports e Mediapro, dedicato alla trasmissione di eventi sportivi. Il 1º luglio 2016 ha lanciato il nuovo canale Bein LaLiga, per la trasmissione di alcune delle più importanti competizioni nazionali in Spagna. Il canale offre otto partite al giorno de LaLiga, la Copa del Rey e una partita della Liga Femminile. beIN LaLiga è disponibile negli operatori di pagamento Movistar, Orange, Vodafone, Telecable, Deion Communications e beIN CONNECT.
Nel febbraio 2018 si è aggiudicata i diritti televisivi della serie A italiana, ma a maggio 2018 il bando è stato annullato.

### Diritti audiovisivi
Spagna
- Liga
- Copa del Rey
- Segunda División
- UEFA Europa League
- UEFA Champions League
- UEFA Youth League
- Ligue 1 (2020-2024)
- Primeira Liga
- Coppa Libertadores
- Coppa Sudamericana
- Coppa del Brasile
- Brasileirao
- Campionato Carioca
- Campionato Paulista di calcio
- DFB-Pokal
- Coppa dei Paesi Bassi
- Liga Femminile
- FIBA Champions League
- World Padel Tour
- NHL
- NCAA
- UFC

Altri paesi
- Formula 1 (America latina eccetto Brasile)
- Canadian Premier League e Canadian Championship (Canada e resto del mondo, dal 2019 al 2028)[7]

## Azionisti

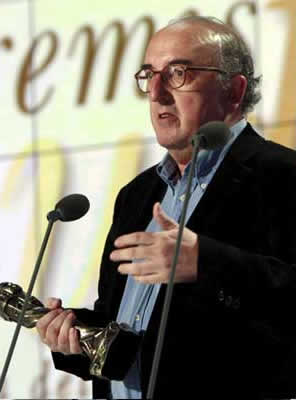
Jaume Roures possiede il 12% del gruppo Mediapro.

Gli azionisti di riferimento del gruppo sono:
1. Southwind : 85%
2. WPP, plc: 7%
3. Jaume Roures: 4%
4. Tatxo Benet: 4%